# Фульвен
Фульвен — непредельный углеводород, изомер бензола.

## Свойства
При нормальных условиях фульвен представляет собой жёлтую маслянистую жидкость (простейший из окрашенных углеводородов).
Фульвен и его производные неустойчивы, полимеризуются и окисляются кислородом воздуха с образованием пероксидов. Чистый фульвен в инертной атмосфере может храниться в течение нескольких дней. Впервые получен в 1900 г. Фридрихом Тиле.
Молекулу фульвена можно представить в виде резонанса двух структур:
 ↔ 
Из первой структуры следует способность фульвена и его производных вступать в реакции Дильса-Альдера в качестве диена и диенофила и в другие реакции присоединения. Вторая структура объясняет значительный дипольный момент (1,1 Д) и яркую окраску.

## Получение
Фульвен и его производные синтезируют конденсацией циклопентадиена с альдегидами и кетонами в присутствии оснований. Фульвен образуется в виде маслообразной жёлтого цвета жидкости со своеобразным запахом при конденсации циклопентадиена с формальдегидом.